# Eutropis austini
Eutropis austini (мабуя Остіна) — вид сцинкоподібних ящірок родини сцинкових (Scincidae). Ендемік Шрі-Ланки. Вид названий на честь американського герпетолога Крістофера Остіна. Описаний у 2016 році.

## Поширення і екологія
Мабуї Остіна мешкають в горах Центрального нагір'я на острові Шрі-Ланка. Вони живуть у вологих гірських тропічних лісах, серед опалого листя. Зустрічаються на висоті від 450 до 1100 м над рівнем моря.